# Valley Renaissance
Valley Renaissance – nieistniejący już belizeński klub piłkarski z siedzibą w mieście Dangriga, stolicy dystryktu Stann Creek. Funkcjonował w latach 2007–2009. Domowe mecze rozgrywał na obiekcie Carl Ramos Stadium.

## Osiągnięcia
- mistrzostwo Super League of Belize (1): 2008/2009

## Historia
Klub został założony w 2007 roku i początkowo występował w regionalnych rozgrywkach (m.in. triumfował w turnieju Dangriga Town Council Mayor’s Cup). W 2008 roku przystąpił do alternatywnej, ogólnokrajowej ligi Super League of Belize, nieadministrowanej przez Belizeński Związek Piłki Nożnej. Już swoich debiutanckich rozgrywkach 2008/2009 wywalczył mistrzostwo Super League, dysponując stosunkowo młodym zespołem. W Super League rozegrał jeszcze jeden sezon, po czym wycofał się z ligi i zakończył swoją działalność.